# 보수혁명
보수혁명(독일어: Konservative Revolution 콘제르파티페 레볼루티온[*])은 바이마르 공화국 시대에 나타난 독일의 국민보수주의 운동이다.
보수혁명론자들은 독일이 어떤 제도를 세워야 하는지에 대해 통일되지 못한 다양한 입장을 가지고 있었다. 역사학자 로저 우즈는 이런 난립상을 “보수 딜레마”라고 칭했다. 그럼에도 불구하고, 보수혁명론자들은 빌헬르미안 기독교 보수주의, 평등주의, 자유주의, 의회민주주의를 동시에 반대했다는 공통점을 갖는다. 보수혁명론자들은 근대 세계의 합리주의와 과학주의로 인한 “문화적 절망”(프리츠 슈테른의 표현)에 빠져 있었고, 니체의 반기독교 윤리 및 불평등론, 독일 낭만주의의 반근대성과 반합리주의, 민족운동의 유기적이고 조직적인 사회비전, 프로이센적인 군국주의-권위주의 전통 등의 19세기적 요소들, 그리고 제1차 세계대전의 최전선에서 자신들이 몸소 경험한 비합리적 폭력과 동지애(내지 전우애) 등으로부터 대안을 찾았다.
보수혁명론자들은 1920년대에서 1930년대 초반까지 나치즘의 여러 부분을 지지하면서도 엘리트주의적 시각 등 차이도 보여 이중적인 태도를 유지했고, 그래서 학자들은 보수혁명운동을 독일의 “전(前)파시즘” 또는 “비(非)나치 파시즘”이라고 간주하게 되었다. 실제 보수혁명과 나치즘은 19세기 반계몽주의를 공통된 뿌리로 공유하지만, 뚜렷하게 이질적인 요소들도 있다. 예를 들어 독일 민족주의(푈키슈)는 보수혁명을 구성하는 일부이지 전체가 아니었기 때문에, 보수혁명론자들이 반드시 인종주의자였던 것은 아니다. 보수혁명론은 반민주주의-유기체주의 이론을 사회에 만연시킴으로써 나치가 권력을 잡는 데 기여했을 수 있고, 나치가 권력을 잡는 것을 적극적으로 반대하지도 않았지만, 나치가 권력을 잡은 1933년 이후 보수혁명론은 다른 정치 이념들과 함께 탄압당하게 되었다. 카를 슈미트를 비롯한 일부 예외를 제외한 다수의 보수혁명론자들은 나치의 반유대주의, 전체주의를 거부했다.
보수혁명론은 1960년대-70년대 이후의 유럽 신우파, 특히 프랑스의 누벨 드루아트와 독일의 노이에 레흐테에 큰 영향을 미쳤다. 그리고 이런 신우파 운동을 거쳐 현대 유럽의 정체성주의로까지 계보가 이어지고 있다.

## 이념
역사학자 로저 우즈가 “보수 딜레마”라고 명명했을 정도의 난립상을 자랑한 보수혁명은, 무엇을 하겠다는 공통된 의견이 없었다. 그래서 그들이 무엇을 반대했는가를 통해 공통점을 찾아야 한다. 보수혁명의 이념은 크게 세 가지를 부정하는 것으로 구성된다.
- 첫째로 독일 제국의 전통적 보수적 가치를 반대한다. 기독교의 평등윤리도 반대의 대상이며, 빌헬름 제국을 복고하려는 반동적 복벽주의도 반대한다.
- 둘째로 바이마르 공화국의 정치권력과 상업주의 문화를 반대한다. 그리고 의회제와 민주주의 전반을 일반적으로 반대한다. 왜냐하면 민족공동사회(폴크스게마인샤프트)는 좌와 우의 구분을 초월할 것이기 때문이다.[15]
- 셋째로 사회주의의 계급론을 반대한다. 그러나 반마르크스주의적 개혁주의는 포용한다.[16] 오스발트 슈펭글러는 1차대전 최전선에서 겪은 전우애의 경험을 동지애로 전유하여 개혁주의를 “피로 쓴 사회주의”라고 지칭했다.[14]

## 주요 보수혁명가
아르민 모흘러 및 다른 문헌들에 따르면, 독일 보수혁명 운동의 주요 인물은 다음과 같다.
| - 오스발트 슈펭글러 - 에트가어 율리우스 융 - 카를 슈미트 - 토마스 만 - 에른스트 윙거, 프리드리히 게오르크 윙거 형제 - 아르투어 묄러 판 덴 브루크 - 슈테판 게오르게 - 에른스트 니키슈 - 마르틴 니묄러 - 빌헬름 슈타펠 - 한스 프라이어 | - 오트마어 슈판 - 후고 폰 호프만슈탈과 렌슈-쿠노프-하에니슈 집단 - 에른스트 폰 잘로몬 - 루트비히 클라게스 - 아우구스트 빈니히 - 게오르크 쿠아베 - 한스 체흐러 - 베르너 좀바르트 - 헤르만 라운슈닝 - 고트프리트 라인홀트 트레피라누스 - 율리우스 에볼라 - 마르틴 하이데거 | - 고트프리트 벤 - 프리드리히 힐셔 - 카를 하우스호퍼 - 알프레트 바에 바움러 - 파울 에른스트 - 파울 렌슈 - 마틸데 루덴도르프 - 지그리트 훈케 - 야코프 빌헬름 하우어 - 한스 그림 - 에른스트 포르슈토프 - 베르너 베스트 |

## 같이 보기
- 독일 국민주의